# Severed Survival
Severed Survival este albumul de debut al formației Autopsy. Lansat în 1989, acesta este asemănător din punct de vedere muzical cu albumele Death, iar versurile sunt influențate de literatura horror, moarte și violență⁠(d). Totuși, acestea nu sunt inspirate în mod direct de filmele de groază, deși piesa din titlu este derivată din nuvela „Survivor Type⁠(d)” a scriitorului  Stephen King. Albumul a avut o influență puternică asupra viitoarelor formații de death metal precum Cannibal Corpse, Entombed și Dismember. De asemenea, a fost unul dintre primele albume cu versuri violente.
Pentru a coincide cu cea de-a 20-a aniversare a albumului, casa de discuri Peaceville Records⁠(d) a lansat o ediție specială cu două discuri pe 23 februarie 2009. Acesta include repetiții, materiale live și versiuni demo ale melodiilor  „Mauled to Death” și „Human Genocide” care nu au fost incluse pe  albumului original. De asemenea, ediția conține un booklet cu istoria formației, fotografii și imagini rare.
Edițiile viitoare ale albumului au inclus piese și CD-uri bonus. Mai mult, a fost lansată o versiune a albumului cu o copertă diferită.

## Lista pieselor
Toate melodiile au fost compuse de Chris Reifert.
| Nr.             | Titlu                         | Lungime |  |
| 1.              | „Charred Remains”             | 3:40    |  |
| 2.              | „Service for a Vacant Coffin” | 2:51    |  |
| 3.              | „Disembowel”                  | 4:05    |  |
| 4.              | „Gasping for Air”             | 3:20    |  |
| 5.              | „Ridden with Disease”         | 4:53    |  |
| 6.              | „Pagan Saviour”               | 4:10    |  |
| 7.              | „Impending Dread”             | 4:46    |  |
| 8.              | „Severed Survival”            | 3:28    |  |
| 9.              | „Critical Madness”            | 4:32    |  |
| 10.             | „Embalmed”                    | 3:02    |  |
| 11.             | „Stillborn” (Hidden Track)    | 2:48    |  |
| Lungime totală: | Lungime totală:               | 41:38   |  |

## Membrii formației

### Autopsy
- Chris Reifert - voce, tobe
- Danny Coralles - chitară
- Eric Cutler - chitară

### Sesiunile de înregistrări
- Steve DiGiorgio - chitară bas

### Producție
- Înregistrat în ianuarie 1989 la Starlight Sound
- Produs de John Marshall și Autopsy
- John Marshall - inginer
- Kent Mathieu - realizator copertă
- Kev Walker - realizator copertă alternativă